# Safia bruma
Safia bruma är en fjärilsart som beskrevs av William Schaus 1901. Safia bruma ingår i släktet Safia och familjen nattflyn. Inga underarter finns listade.